# Credo (eksperimentalfilm)
 For alternative betydninger, se Credo. (Se også artikler, som begynder med Credo)
Credo er en dansk eksperimentalfilm fra 1998 instrueret af Kaare Breiner efter eget manuskript.

## Handling
Brændende indvendig / i voldsom vrede / og bitterhed / taler jeg til mit sind: / Skabt af sjælløs / aske fra elementerne / er jeg som et blad, / vindene lejer med. Fire billeddigte om fortabelse, håb, forløsning og lys. 